# Fauzi Bowo
Fauzi Bowo (né le 10 avril 1948), est un diplomate et homme politique indonésien, gouverneur de Jakarta depuis 2007 à 2012.